# Gyokuon-hōsō

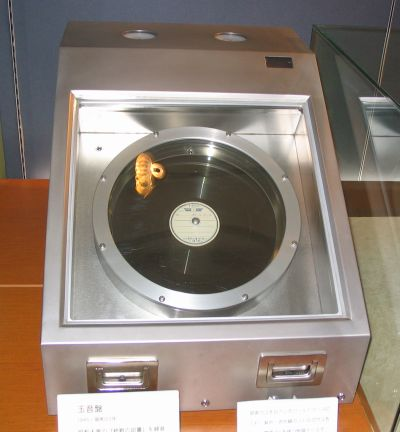
Die Original-Schallplatte der Gyokuon-hōsō im NHK Museum of Broadcasting in Minato

In der Radioansprache Gyokuon-hōsō (japanisch 玉音放送, deutsch etwa: „Übertragung der kaiserlichen Stimme“) verlas Tennō Hirohito den „Kaiserlichen Erlass zur Beendigung des Großostasiatischen Kriegs“ (大東亜戦争終結ノ詔書, Daitōa sensō shūketsu no shōsho). Es handelte sich um die erste öffentliche Übertragung der Stimme eines Tennōs. Mit seinem Erlass wies er die japanische Regierung an, die Potsdamer Erklärung zu akzeptieren, in der die bedingungslose Kapitulation Japans im Zweiten Weltkrieg gefordert wurde. Da der Kaiser diese nicht ausdrücklich erwähnte, sondern nur davon sprach, die Potsdamer Erklärung zu akzeptieren, herrschte in der Bevölkerung Verwirrung, ob Japan nun tatsächlich kapituliert hätte. 
Die Rede wurde am 15. August 1945 zur Mittagszeit ausgestrahlt, sechseinhalb Wochen nach der Schlacht um Okinawa, neun Tage nach dem Atombombenabwurf auf Hiroshima und sechs nach dem auf Nagasaki. Außerdem hatte eine Woche zuvor der Sowjetisch-Japanische Krieg begonnen. Der Kaiser erwähnte die Bombenabwürfe, jedoch nicht die sowjetische Invasion der Mandschurei. Die Ansprache war am Vortag im Kaiserpalast aufgezeichnet worden.
Viele japanische Militärs empfanden es als unehrenhaft, so den Krieg zu beenden. Einige unternahmen in der Nacht auf den 15. August einen Putschversuch: Unter der Vorgabe falscher Befehle ließ Hatanaka Kenji, einer der hauptverantwortlichen Verschwörer, am Abend des 14. August den Palast besetzen, um die Aufzeichnung zu vernichten; diese wurde jedoch nicht gefunden.
In der offiziellen englischen Übersetzung wurde der letzte Satz der Originalrede weggelassen: Dieser enthält in einem scharfen Befehlston die Anweisung, dem Edikt Folge zu leisten.
Der Text ist zeichenweise von oben nach unten und spaltenweise von rechts nach links zu lesen:

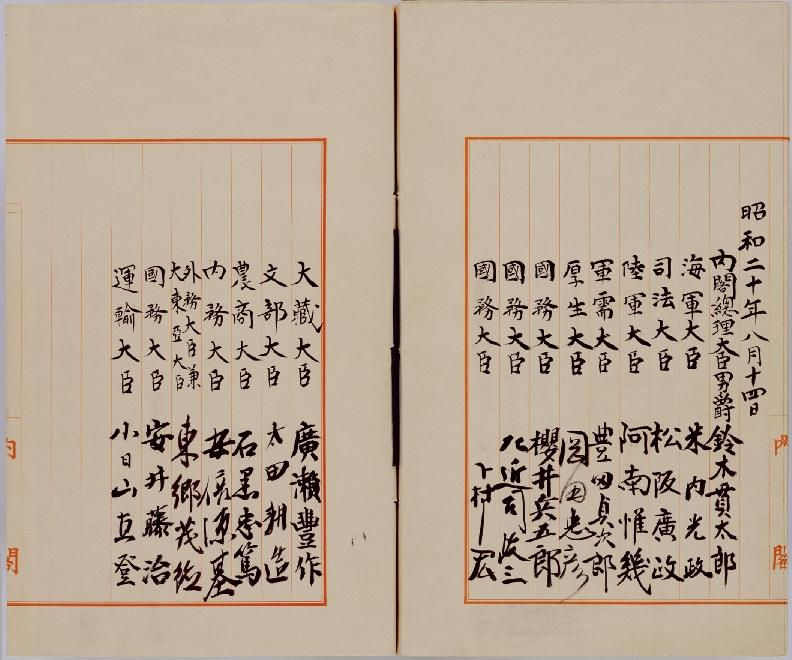
Seiten 6 und 7 (Unterschriften der Minister)
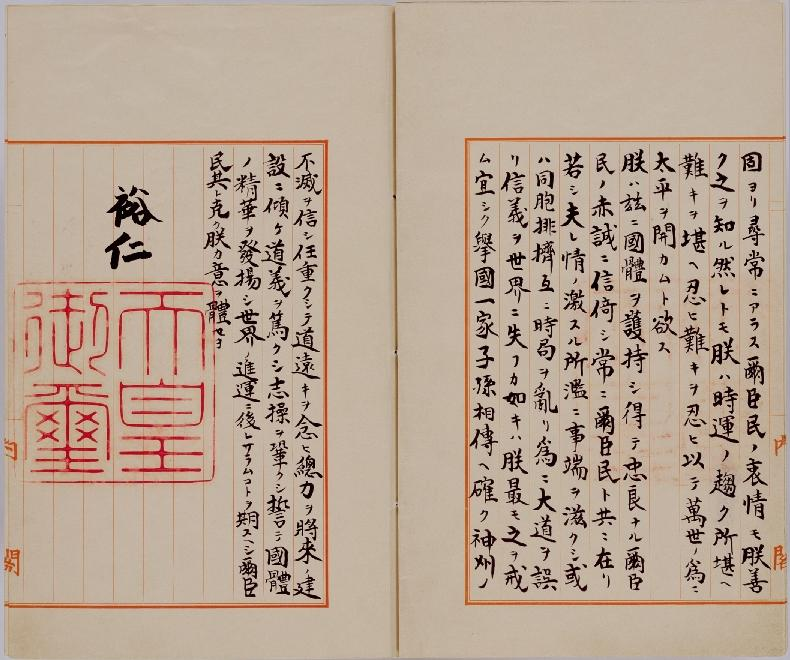
Seiten 4 und 5 (Text; Unterschrift und Siegel von Hirohito)
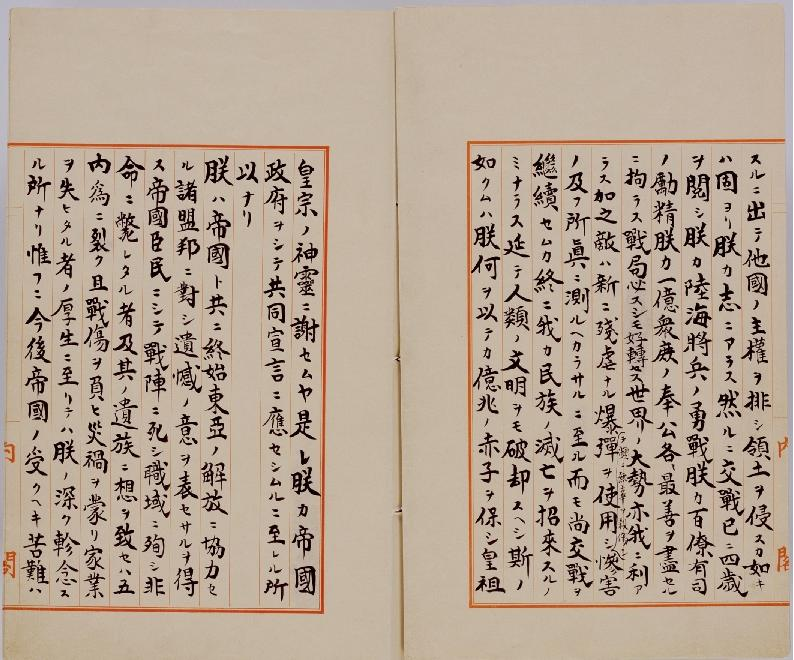
Seiten 2 und 3 (Text)
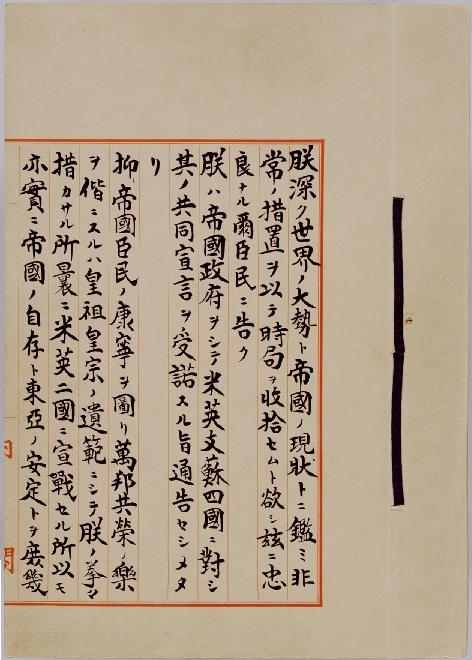
Seite 1 (Text)

## Volltext
„An Unsere guten und treuen Untertanen.
Nach tiefem Nachdenken über die allgemeinen Entwicklungen in der Welt und die tatsächlichen Verhältnisse, die in Unserem Reich herrschen, haben Wir heute beschlossen, eine Bereinigung der gegenwärtigen Situation durch den Rückgriff auf eine außerordentliche Maßnahme zu bewirken.
Wir haben Unsere Regierung angewiesen, den Regierungen der Vereinigten Staaten, Großbritanniens, Chinas und der Sowjetunion mitzuteilen, dass Unser Reich die Bestimmungen ihrer gemeinsamen Erklärung akzeptiert.
Die Bemühung um den gemeinsamen Wohlstand und das Glück aller Nationen sowie die Sicherheit und das Wohlbefinden Unserer Untertanen  ist die feierliche Verpflichtung, die Uns von Unseren kaiserlichen Vorfahren weitergegeben wurde und die Uns am Herzen liegt.
In der Tat erklärten Wir Amerika und Großbritannien den Krieg, da es Unser aufrichtiger Wunsch war, Japans Selbsterhaltung und die Stabilisierung Ostasiens zu gewährleisten, wobei es Uns sowohl fern lag, die Souveränität anderer Nationen zu verletzen, als auch, auf territoriale Vergrößerung zu drängen.
Aber jetzt hat der Krieg fast vier Jahre gedauert. Trotz des Besten, das von allen geleistet wurde – des tapferen Kampfes der Land- und Seestreitkräfte, des Fleißes und der Emsigkeit Unserer Staatsdiener, und des hingebungsvollen Dienstes Unserer einhundert Millionen Menschen – hat sich die Kriegssituation nicht unbedingt zum Vorteil Japans entwickelt, während die allgemeinen Entwicklungen der Welt sich gegen sein Interesse gewandt haben.
Darüber hinaus hat der Feind begonnen, eine neue und ungeheuer grausame Bombe einzusetzen, deren Zerstörungskraft wahrhaft unermesslich ist und viele unschuldige Leben fordert. Eine Fortsetzung des Kampfes würde nicht nur zum endgültigen Zusammenbruch und der Vernichtung der japanischen Nation führen, sondern auch zur vollständigen Auslöschung der menschlichen Zivilisation.
Wie sollen Wir in dieser Lage Unsere Millionen von Untertanen retten oder Uns selbst vor den heiligen Geistern Unserer kaiserlichen Vorfahren verantworten? 
Dies ist der Grund, warum Wir angeordnet haben, die Bestimmungen der Gemeinsamen Erklärung der Mächte zu akzeptieren.
Wir können nicht anders, als das tiefste Bedauern gegenüber den mit Uns verbündeten Nationen Ostasiens auszudrücken, die unablässig mit dem Kaiserreich für die Emanzipation Ostasiens zusammengearbeitet haben.
Der Gedanke an diese Offiziere und Soldaten sowie andere, die auf den Schlachtfeldern gefallen sind, diejenigen, die auf ihren Posten der Pflicht gestorben sind, oder diejenigen, die einen frühen Tod gefunden haben, und ihre trauernden Familien schmerzt Unser Herz Tag und Nacht.
Das Wohl der Verwundeten und der Kriegsopfer und derer, die ihre Häuser und Lebensgrundlage verloren haben, sind Gegenstand unserer tiefen Sorge.
Die Nöte und Leiden, die auf Unsere Nation in Zukunft warten, werden sicherlich groß sein. Wir sind uns völlig im Klaren über die innersten Gefühle von euch allen, Unseren Untertanen. Doch es entspricht dem Diktat der Zeit und des Schicksals, dass Wir beschlossen haben, allen zukünftigen Generationen den Weg zu einem großen Frieden zu bereiten, indem wir das Unerträgliche ertragen und das nicht Erduldbare erdulden.
Wir konnten die Struktur des kaiserlichen Staates bewahren und sind immer mit euch, Unseren guten und treuen Untertanen, auf eure Aufrichtigkeit und Integrität zählend.
Hütet euch vor jeglichen Gefühlsausbrüchen, die unnötige Komplikationen hervorrufen könnten, oder brüderlichem Streit und Hader, die Verwirrung stiften, in die Irre führen und euch dazu bringen könnten, das Vertrauen in die Welt zu verlieren.
Lasst die ganze Nation weiterhin als eine Familie von Generation zu Generation überdauern, immer fest in ihrem Glauben an die Unvergänglichkeit ihres heiligen Landes und eingedenk der schweren Last ihrer Verantwortung und des langen Weges, der vor ihr liegt.
Vereinigt eure gesamte Stärke, die dem Aufbau der Zukunft gewidmet sei. Pflegt die Wege der Rechtschaffenheit, festigt den Adel des Geistes und arbeitet mit Hingabe – so dass ihr die angeborene Herrlichkeit des kaiserlichen Staates stärken und Schritt mit dem Fortschritt der Welt halten könnt.“